# Trnovec (Slovačka)
Trnovec je naseljeno mjesto u okrugu Skalica u Trnavskom kraju u Slovačkoj.

## Stanovništvo
| Godina:     | 1993. | 2003.   | 2013.   | 2023.   |
| ----------- | ----- | ------- | ------- | ------- |
| Broj ljudi: | 332   | 328     | 312     | 290     |
| Razlika:    |       | -1,20 % | -4,87 % | -7,05 % |

| Godina:     | 2022. | 2023.   |
| ----------- | ----- | ------- |
| Broj ljudi: | 288   | 290     |
| Razlika:    |       | +0,69 % |

Prema podacima o broju stanovnika iz 2023. godine naselje je imalo 290 stanovnika.

## Vanjske poveznice
|  | Zajednički poslužitelj ima još gradiva o temi Trnovec (Slovačka) |

- Službena stranica naselja (sl.)